# Ocopa
L'ocopa és un menjar fred de la gastronomia peruana, originari de la regió d'Arequipa. De preparació i aspecte semblar a la papa a la huancaína, car es tracta bàsicament d'un plat de patates bullides banyades en salsa, se serveix com a entrada o primer plat.